# Konstantin Dubský (mladší)
Konstantin Dubský byl literárně činný český františkán a teolog působící na klášterních studiích tohoto řádu. V roce 1682 byl pravděpodobně kvardiánem kláštera v Kroměříži. V létě 1692 jej řádová kapitula ustanovila jedním ze dvou lektorů filozofie vyučujících františkánské kleriky na klášterní škole v Jindřichově Hradci a o dva roky později byl v této funkci potvrzen.
Záhy poté jistě přešel z výuky filozofie na teologii, kterou pravděpodobně vyučoval na významnější klášterní škole františkánů u P. Marie Sněžné v Praze nebo ve Vratislavi. Na provinční kapitule v říjnu 1704 v Praze, kde byl ustanoven definitorem, byl již titulován jako „lector theologiae generalis“. Další řádná kapitula české františkánské provincie sv. Václava v roce 1707 jej pak zvolila provinčním sekretářem, což byla funkce udělovaná především řeholníkům se solidní orientací v teologii i organizaci církve. Zřejmě současně byl ustanoven doživotním (habituálním) provinčním definitorem. Další řádové kapituly se však již teolog Konstantin Dubský nedožil, když zemřel 27. května 1708 v Praze.
Dubského přednášky z morální a scholastické teologie přednesené na klášterních studiích františkánů v Praze, kde spolu s ním částečně přednášel také Filip Pohl, si v letech 1704 až 1706 zaznamenal jako tehdejší žák Emerich Glaser († 1713):
- Tractatus de virtutibus“ aj. (1704)
- Liber de incarnatio verbo et Deo Uno et Trino (1705)
- Liber de poenitentia, actibus humanis, legibus ac peccatis (1706)

Emerich Glaser si své zápisky z přednášek ponechal až do docela blízké smrti, po ní přešly do knihovny kadaňského kláštera a od počátku 21. století jsou uchovávány v bibliotéce františkánů u P. Marie Sněžné v Praze.